# Сімон Нгапандуетнбу
Сімон Бреді Нгапандуетнбу (фр. Simon Brady Ngapandouetnbu; 12 квітня 2003, Фумбан) — камерунський футболіст, воротар клубу «Марсель» та збірної Камеруну. Учасник чемпіонату світу 2022 року.

## Клубна кар'єра
Нгапандуетнбу народився Камеруні, але у юному віці переїхав до Франції, де займався футболом у клубі «Марсель». 2019 року Сімон для отримання ігрової практики почав виступати за дублюючий склад. У березні 2022 року продовжив контракт з клубом.

## Міжнародна кар'єра
У листопаді 2021 року Нгапандуетнбу викликали до юнацької збірної Франції U19 на матчі кваліфікації до юнацького чемпіонату Європи 2022 року. У шести матчах відбору залишався на лаві запасних, так і не дебютувавши за французьку команду.
У 2022 році Сімон ухвалив рішення виступати за збірну Камеруну і 13 вересня головний тренер команди Рігобер Сонг вперше викликав гравця для участі в товариських матчах проти збірних Узбекистану та Південної Кореї, однак на полі у цих іграх не виходив.
10 листопада 2022 року воротар був включений в офіційну заявку збірної Камеруну для участі в матчах чемпіонату світу 2022 в Катарі, але і тут був запасним воротарем.